# آسوسا
آسوسا (به لاتین: Asosa) یک شهرک در اتیوپی است که در منطقه بنیشانگول-گوموز واقع شده‌است. آسوسا ۲۰٬۲۲۶ نفر جمعیت دارد و ۱٬۵۷۰ متر بالاتر از سطح دریا واقع شده‌است.